# لایوش ماسلائی
لایوش ماسلائی (مجاری: Maszlay Lajos; ۲ اکتبر ۱۹۰۳ – ۱ دسامبر ۱۹۷۹) ورزشکار شمشیربازی اهل مجارستان بود.
وی در مسابقات کشوری و بین‌المللی در مجموع برندهٔ ۲ مدال برنز شده‌است.